# Pauline Gedge
Pauline Gedge, née le 11 décembre 1945 en Nouvelle-Zélande, est une écrivaine canadienne. Elle vit actuellement à Edgerton (Alberta).

## Liminaire
La plupart de ses romans se déroulent dans l'Égypte ancienne. Dès son premier roman, qui traitait du règne de la Pharaonne Hatshepsout et de l'exil de son frère dans la Crète minoenne, elle a connu un succès international. Le Tombeau de Saqqarah, lui, fait intervenir le fantastique à travers une histoire de fantômes et de possession. Stargate relève de la science-fiction et The Covenant (1992) est une fiction d'horreur contemporaine.

## Prix
Les Seigneurs de la lande reçut le prix Jean Boujassy de la Société des Gens de Lettres en France, et Les Enfants du soleil remporta le prix du meilleur roman de l'année remis par la Writers Guild of Alberta.

## Romans
- La Dame du Nil (Child of the Morning, 1977[1])
- Les Seigneurs de la lande (les Celtes au Ier siècle, histoire de Caradoc, Bouddica..., 1981) (The Eagle and the Raven, 1978)
- (en) Stargate (1982[3])
- Les Enfants du soleil (The Twelfth Transforming, 1984)
- Le Tombeau de Saqqarah (1991[2])
- (en) The convenant (1992[4])
- Le Scorpion du Nil (The House of Dreams, 1994)
- La Vengeance du scorpion (The House of Illusions, 1996), suite du précédent.
- Seigneurs des deux terres (Lords of the Two Lands) (trilogie)
  - Les Chevaux du fleuve (The Hippopotamus Marsh, 1998)
  - L'Oasis (The Oasis, 1999)
  - La Route d'Horus (The Horus Road, 1999)
- Amenhotep, l'élu des Dieux (2009)
- Le devin d'Égypte (2010)
- Le conseiller du pharaon (2011)